# Chloromachia pallidata
Chloromachia pallidata là một loài bướm đêm trong họ Geometridae.